# Trapped : Le Village de la mort
Vous pouvez aider à l'améliorer ou bien discuter des problèmes sur sa page de discussion.
- Son contenu est rédigé entièrement ou presque à partir d'une seule source. N'hésitez pas à modifier cet article pour améliorer sa vérifiabilité en apportant de nouvelles références dans des notes de bas de page. (Marqué depuis octobre 2024)
- Il ne présente actuellement aucune catégorie. Cela empêche d'y accéder ou de le retrouver simplement. Vous pouvez nous aider en le catégorisant. (Marqué depuis octobre 2024=orphelin=octobre 2024)

- Archive Wikiwix
- Bing
- Cairn
- DuckDuckGo
- E. Universalis
- Gallica
- Google
- G. Books
- G. News
- G. Scholar
- Persée
- Qwant
- (zh) Baidu
- (ru) Yandex
- (wd) trouver des œuvres sur Wikidata

Trapped : Le Village de la mort (titre original : Trapped) est un film canadien réalisé par William Fruet, sorti en 1982.

## Synopsis
Un groupe d'étudiants assiste à un meurtre d'un homme par des rednecks, ce qui déclenche leur traque par ceux-ci.

## Fiche technique
- Genre : Thriller, horreur
- Interdit aux moins de 12 ans

## Distribution
- Henry Silva : Henry Chatwill
- Nicholas Campbell : Roger Michaels
- Barbara Gordon : Miriam Chatwill
- Gina Dick : Diana
- Joy Thompson : Caroline
- Ralph Benmergui : Lee
- Allan Royal : Leonard
- Sam Malkin : Jeb
- Stuart Culpepper : Myles
- John Rutter : Sheriff
- Danone Camden : Amy
- Jeff Toole : Dave
- Jere Beery : Welfare Agent
- Ervin Melton : Professor
- Wallace Wilkinson :  Elder
- Lloyd Semlar : Elder
- Randall Deal :E lder
- Leonard Flory : Elder